# Avant Gardner
Avant Gardner ist ein Club und Eventkomplex in East Williamsburgh, Brooklyn, New York City. Er fasst 6000 Personen.
Das 80.000 Quadratmeter große Areal war vorher ein Lagerhaus in einem Industriegelände. 2016 wurde der Club in dem leergeräumten Komplex durch die Investorengruppe Cityfox eröffnet. Nach anfänglichen Schwierigkeiten mit den städtischen Lizenzen wurde der Club zu einem Ort verschiedener Veranstaltungen ausgebaut. So finden auch Konzerte, Präsentationen und Feierlichkeiten statt. Zu den aufgetretenen Künstlern zählen Aphex Twin, Deadmau5, Carl Cox, Above & Beyond und viele mehr. 2020 wählte das britische DJ Magazine den Club zu den weltweiten Top100.

## Areale
- Great Hall, große Eventhalle
- Brooklyn Mirage, großes Außengelände
- Kings Hall, kleiner Club
- Lost Circus, Spiegelzelt